# Francesc Candel Tortajada
|  | Aquest article tracta sobre l'escriptor Paco Candel. Si cerqueu si cerqueu el polític valencià Paco Candela, vegeu «Francesc Candela i Escrivà». |

Francesc Candel Tortajada (Cases Altes, Racó d'Ademús, 31 de maig de 1925 - Barcelona, 23 de novembre de 2007), conegut com a Paco Candel, fou un escriptor i periodista valencià establert a Catalunya.

## Biografia

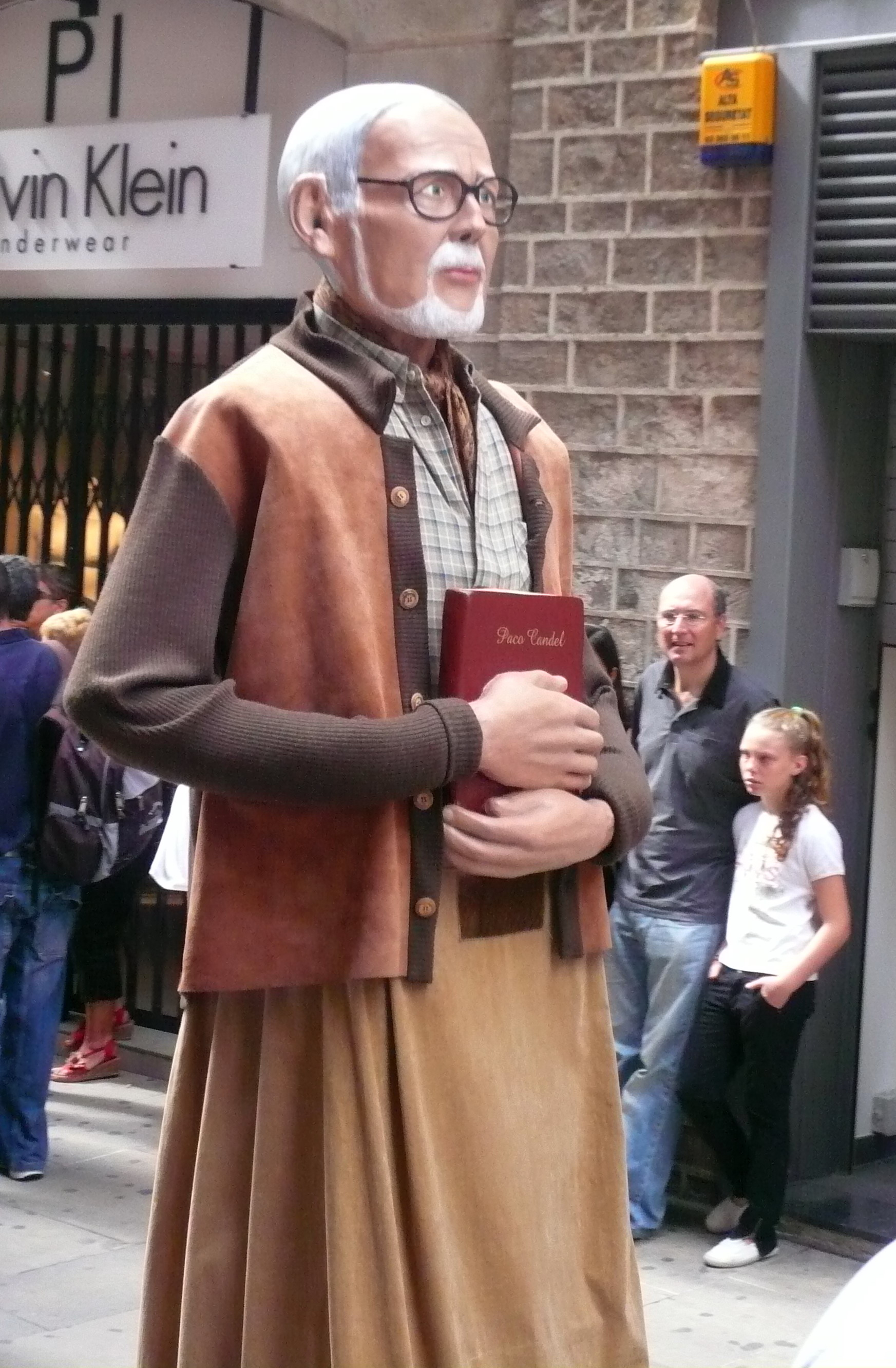
Els geganters de la Marina van homenatjar Paco Candel, veí del barri, fent aquest gegantó amb la seva efígie el 2007.

Francesc Candel va néixer al municipi valencià de Cases Altes (Racó d'Ademús) el 31 de maig de 1925. Als dos anys la seva família es traslladà a Barcelona, on els seus pares es van instal·lar, primer, a les barraques de Montjuïc i, després, al carrer d'Ulldecona de les Cases Barates de Can Tunis, que inspirarien el seu llibre Donde la ciudad cambia su nombre (1957). Durant la Segona República Espanyola, Candel va estudiar fins als catorze anys al grup escolar Sant Raimon de Penyafort, del qual sempre va conservar molt bon record. Aquesta experiència la va reviure a Les meves escoles (1997). De les vivències de la guerra civil espanyola, els bombardeigs i la crema de les esglésies, sorgirien Han matado a un hombre, han roto un paisaje (1959), Historia de una parroquia (1971) i Crònica informal, sentimental i incompleta (1936-1986), que va ser l'inici d'una autobiografia.
Candel era autodidacte, però tenia una forta cultura popular; va millorar el seu coneixement del català fent classes particulars amb Joan Triadú. Sempre va viure al mateix lloc, el barri del port. La seva obra com a autor literari i periodístic va ser prolífica. Més de cinquanta llibres, novel·les, contes i assaigs, alguns d'ells en doble versió català i castellà, i un munt d'articles periodístics i reportatges publicats pràcticament a tots els diaris de Barcelona i a desenes de revistes i publicacions.
Com a periodista, destaca la tasca realitzada a la revista Destino, on trobem els seus millors reportatges. No obstant, la seva obra periodística, sempre propera a les inquietuds del moviment veïnal, va ser publicada en la gran majoria de diaris i revistes de l'època, com Tele/eXpres, Serra d'Or o l'Avui. Com a autor literari, la publicació de més transcendència social i política va ser Els altres catalans (1964), estudi periodístic i sociològic sobre els immigrants. Gran part de la seva obra està dedicada a l'onada migratòria espanyola de mitjan segle XX a l'àrea metropolitana de Barcelona, amb la qual s'identificava: Hay una juventud que aguarda (1956), Donde la ciudad cambia su nombre (1957), Han matado a un hombre, han roto un paisaje (1959), Els altres catalans (1964), Parlem-ne (1967), Trenta mil pessetes per un home (1968), Los que nunca opinan (1971), Encara més sobre els altres catalans (1973), Un charnego en el Senado (1979). És difícil destriar, en l'obra de Francesc Candel, el que són memòries del que són novel·les, perquè en tots els seus llibres el component autobiogràfic és essencial.
El reconeixement li va arribar el 1957, amb la segona novel·la, Donde la ciudad cambia su nombre, publicada per Josep Janés. L'escàndol que va acompanyar el llibre, motivat per les queixes de veïns que es reconeixien en les pàgines del llibre, li va fer dissimular en les obres futures els noms de barris i carrers. Altres productes de la seva obra creativa són Fem un pols, Hemingway (1959), El juramento y otros relatos (1987), Aquella infància esvaïda (1987) i Petit món (1999), Els altres catalans vint anys després (1985). Aquesta darrera publicació s'alineava amb el catalanisme defensat per l'Assemblea de Catalunya (1971), que apostava per la integració dels nouvinguts.
La figura de Francesc Candel destaca per la seva contribució a la configuració de l'ideari col·lectiu sobre la immigració. Va focalitzar els seus esforços i energies a reivindicar les eines que havien de fer possible la integració de les persones immigrades a la societat i cultura catalanes: l'escola i l'ordenació territorial, denunciant el problema de l'habitatge (barraquisme, rellogats, monoblocs) on vivien els immigrants. Candel es va allunyar de posicions extremes i va intentar assimilar dues societats que semblaven viure l'una d'esquena a l'altra. Per assolir aquest objectiu va voler desemmascarar els postulats essencialistes d'aquella intel·lectualitat que, des d'una lectura maniqueïsta de la tradició marxista, s'obstinava a identificar el catalanisme amb un constructe ideològic de la burgesia catalana.
La seva trajectòria cívica i política està marcada també pel compromís amb els més desafavorits i amb la voluntat d'integració de la immigració. Simpatitzant del Partit Socialista Unificat de Catalunya (PSUC), el 1977 fou elegit senador a les Corts espanyoles per la demarcació de Barcelona sota la candidatura de l'Entesa dels Catalans. El 1979 fou elegit regidor de l'Hospitalet de Llobregat per la llista del PSUC, i es va fer càrrec de la regidoria de Cultura.
Va morir a Barcelona el 23 de novembre de 2007 després d'una llarga malaltia.

## Premis i reconeixements
L'any 1983 va rebre la Creu de Sant Jordi; el 1997, el Premi d'assaig Fundació Ramon Trias Fargas per Les meves escoles i el Premi Comunicació i Benestar Social de l'Ajuntament de Barcelona; el 2000, el Premi d'Honor de la Ciutat de l'Hospitalet; el 2003, la Medalla d'Or de la Generalitat de Catalunya «per la seva feina a favor de la integració dels nouvinguts al país» i, el 2004, la Medalla d'Honor de Barcelona. L'any 2005 es va crear la Fundació Paco Candel, al barri de la Marina de Sants, que des del 2008 atorga el premi Memorial Candel a la trajectòria de persones distingides pel seu compromís social. La Biblioteca Francesc Candel, que duu el nom en el seu honor, organitza el Certamen Literari Francesc Candel des de 1992, i la Fundació Lluís Carulla entrega els Premis Francesc Candel des de 2004, amb el suport de la Direcció General d'Immigració de la Generalitat de Catalunya. El 2014 es va commemorar el cinquantè aniversari de la publicació d'Els altres catalans, una de les obres de Candel amb més ressò. L'any 2007 va rebre el Premi Memorial Lluís Companys, de la Fundació Josep Irla

## Obra

### Llibres en castellà i en català
Llibres publicats de 1956 a 2006
Novel·les
- 1956: Hay una juventud que aguarda
- 1957: Donde la ciudad cambia su nombre
- 1959: Han matado un hombre, han roto el paisaje
- 1960: Temperamentales
- 1961: Los importantes: Pueblo
- 1962: Los importantes: Élite
- 1964: ¡Dios, la que se armó!
- 1970: Brisa del Cerro
- 1971: Historia de una parroquia. Los avanguardistas y la guerra
- 1973: Diario para los que creen en la gente
- 1977: Barrio
- 1982: Hemos sido traicionados
- 1994: Un Ayuntamiento llamado Ellos
- 2000: El sant de la mare Margarida/ El santo de la madre Margarita (2004)

Narrativa curta
- 1959: ¡Échate un pulso, Hemingway!
- 1965: Richard (novel·la curta)
- 1965: El empleo
- 1967: Una nueva terra (conte infantil)
- 1968: Los hombres de la mala uva
- 1968: Trenta mil pessetes per un home/Treinta mil pesetas por un hombre (1969)
- 1970: Hoy empiezo a trabajar (conte infantil)
- 1973: El perro que nunca existió y el anciano padre que tampoco
- 1984: Fem un pols, Hemingway!
- 1987: El juramento y otros relatos
- 1999: Petit món

Articles i conferències
- 1966: La carne en el asador
- 1967: Parlem-ne
- 1969: Novela social
- 1970: Fruit d'una necessitat
- 1972: Inmigrantes y trabajadores
- 1972: Apuntes para una sociología del barrio
- 1976: Crónicas de marginados

Reportatges, assajos, cròniques, relats de viatges
- 1964: Els altres catalans/ Los otros catalanes (1965)
- 1968: Viatge al Racó d'Ademús[12]
- 1971: Los que nunca opinan
- 1972: Ser obrero no es ninguna ganga / Encara més sobre els altres catalans (1973)
- 1973: Algo más sobre los otros catalanes
- 1974: Carta abierta a un empresario
- 1975: A cuestas con mis personajes
- 1979: Un charnego en el senado
- 1981: El Candel contra Candel
- 1985: Els altres catalans vint anys després/Los otros catalanes veinte años después (1986)
- 1988: La nova pobresa/La nueva pobreza(1989)
- 1992: Crònica informal, sentimental i incompleta (1936-1986)
- 1993: Els que no poden seguir
- 2001: Els altres catalans del segle XXI
- 2003: Patatas calientes

Teatre, biografies i memòries
- 1964: Sala de espera (teatre)
- 1964: Richard (teatre)
- 1987: Joan Marti (biografia)
- 1988: Ferrán Soriano (biografia)
- 1996: Memòries d'un burgès i d'un proletari, escrit amb Enric Vila Casas
- 1997: Les meves escoles
- 2006: Primera historia, primera memoria / Primera història, primera memòria
- 2011: Quaderns autobiogràfics inèdits 1944 - 1977, no publicats

En 2014, es van publicar tres llibres entorn de l'obra de Candel:
- Oda poética: antologia de la seva obra poètica.[13]
- Candel i Barcelona, La ciutat dels altres catalans: l'Ajuntament de Barcelona va editar un llibre basat en una selecció d'extensos reportatges de Francisco Candel publicats entre 1957 i 1964, sota la coordinació editorial d'Eugeni Madueño.[14]
- Els altres Candels, obra teatral de Manuel Veiga, "escrita a partir de l'obra de Candel" i guardonada amb el X Premi Literari Lleida Narrativa, 2011.

#### Novel·les traduïdes
- Alemany: Dort wo die Stadt ihren Namen verliert, Frankfurt, Fischer Verlag, 1959 : Donde la ciudad cambia su nombre, trad: Annelies von Benda)
- Francès: Le christ noir, Paris, Albin,,1964, Han matado a un hombre, han roto un paisaje, trad: B. Sesé et J. Viet
- Flamenc: Mensen aan de Stadsrand, Brussel, D.A.P. Reinaert Uitgaven, 1964 : Donde la ciudad cambia su nombre
- Flamenc: Herrie aan de Stadsrand, Brussel, D.A.P. Reinaert Uigaven, 1966: ¡Dios, la que se armó!

##### Col·laboració en obres col·lectives
- Historias del 36, Madrid, Ediciones 29, 1974
- Marginació a Catalunya: parlen els marginats, Barcelona, Editorial Claret, 1976.
- La dinamització cultural a les áreas urbanas de nova creació, Barcelona, Generalitat, 1985
- Les migracions, Quaderns Cultura Fi de Segle, Ajuntament de Palma, 1988
- Carme Carol, Candel, Francesc, (conversa transcrita per Xavier Febrés), Col. Diàlegs a Barcelona, n°42, Barcelona, Ajuntament de Barcelona, 1991,
- Decàleg del culé, Barcelona, Columna, 1992
- Barcelona i el ferrocarril, Renfe, 1994
- 24 escriptors a la Rambla, Barcelona, La Campana, 1993
- Para entendernos, Club Arnau de Vilanova, Barcelona, Ariel, 1996
- Homenatge a Jaume Lorés, Barcelona, Centre d'Estudis de Temes Contemporanis, Barcelona, Generalitat, 2005